# Friedrich Büschelberger
Friedrich Büschelberger (* 29. November 1904 in Dresden; † 19. Dezember 1990 in Titisee-Neustadt) war ein deutscher Kunstbildhauer.

## Leben und Wirken

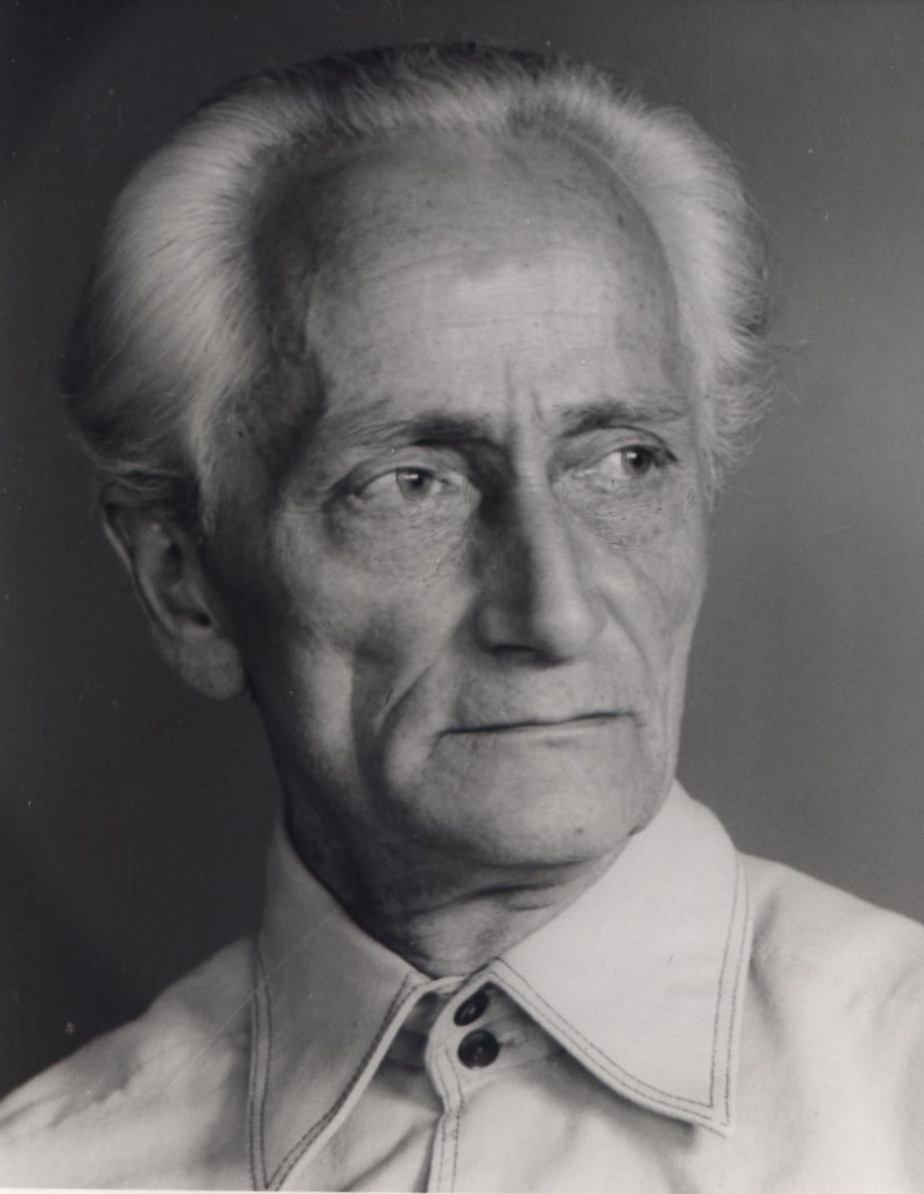
Friedrich Büschelberger

Büschelberger entstammte einer Künstlerfamilie. Bereits sein Großvater Georg Friedrich Christian und sein Vater Anton Büschelberger waren als Maler und Bildhauer tätig. Er studierte ab 1925 an der Staatlichen Akademie für Kunstgewerbe in Dresden bei den Professoren Karl Albiker und Karl Groß. Es schloss sich 1927 ein weiteres Studium an der Dresdner Hochschule für Bildende Künste an. Dort wurde er Meisterschüler bei Professor Georg Wrba. Im Jahre 1929 erhielt er ein Ehrenzeugnis, die höchste Auszeichnung der Akademie. In den Jahren 1930 und 1931 folgten zwei Anerkennungen. Ab 1931 arbeitete er selbständig in Dresden. In der Zeit des Nationalsozialismus war er obligatorisch Mitglied der Reichskammer der bildenden Künste.
1938 zog er mit seiner Familie nach Aurich/Ostfriesland und war 1947 Gründungsmitglied und Vorstand des Bundes Bildender Künstler (BBK) Bezirksgruppe Aurich. Im selben Jahr gründete er gemeinsam mit Josef Stader die Arbeitsgruppe Ostfriesisches Kunsthandwerk.
Seit 1954 unterhielt er einen zweiten Wohnsitz in Titisee im Schwarzwald, behielt jedoch bis ins Jahr 1986 ein Atelier in Aurich. Von 1973 bis 1986 hatte ihm die Stadt Aurich das Teehäuschen als Atelier zur Verfügung gestellt, ein 1803 durch den Auricher Architekten Conrad Bernhard Meyer als Gartenhaus für Christian Bernhard Conring erbautes, klassizistisches Gebäude. Das Teehäuschen ist heute (als Kunstpavillon) Sitz des Auricher Kunstvereins.
Der Schwerpunkt seiner künstlerischen Tätigkeit lag in realistischen Tierskulpturen, die er zumeist in Bronzeguss in Zusammenarbeit mit der Bildgießerei Kraas in Berlin ausführte.  Die bekanntesten Werke im öffentlichen Raum sind: Steinwerfender Bär in Esens, Ritter Balthasar am Esenser Marktplatz, Bärengruppe am Kreishaus in Aurich, Moorbauernpaar („Schau Alte, das ganze Geld ist weg“) vor dem Historischen Museum in Aurich, Kletterbär im Kindergarten Großefehn, Delphinbrunnen vor der ehemaligen Auricher Wasser- und Schifffahrtsdirektion, Junge mit Fisch vor dem Auricher Gesundheitsamt, krähender Hahn im Gebäude der Bezirksregierung Weser-Ems, der Heilige Florian im Haus der Freiwilligen Feuerwehr in Haxtum, Junge mit Boot vor der Cirksenaschule (ehemals Dollartschule) im Emder Stadtteil Port Arthur / Transvaal,  Doppelgruppe im Depot in Weener, Reliefs im Emder Rathaus., das Sgraffito Warenumschlag am Verwaltungsgebäude der Emder Schiffsausrüstung am Emder Hafen.
In Titisee im Südschwarzwald findet man in der Einsegnungshalle des Friedhofs ein Ehrenmal zum Gedenken an die Kriegsopfer beider Weltkriege in Sgraffitotechnik.
Im Jahre 1998 widmete der Kunstverein Aurich seine Jubiläumsausstellung anlässlich des zehnjährigen Bestehens im Teehäuschen (heute Kunstpavillon) dem Lebenswerk von Friedrich Büschelberger. Werke des Künstlers sind gelegentlich im Auktionshandel zu finden.

## Ausstellungen (unvollständig)
- 1934: Dresden, Brühlsche Terrasse („Sächsische Kunstausstellung“)
- 1934: Dresden, Brühlsche Terrasse („Sächsische Aquarell-Ausstellung“) Sächsischer Kunstverein
- 1935: Dresden („Dresdner Kunstausstellung mit Sonderschau Kriegsbilder“)
- 1936: Dresden, Brühlsche Terrasse und Städtische Kunsthalle („Kunstausstellung Dresden“)
- 1938: Dresden, Städtische Kunsthalle („Frühjahrsausstellung der Vereinigung Schaffender Künstler Dresden e. V.“)

- 1981 Ostfriesische Landschaft, Aurich
- 1986 Historisches Museum, Aurich
- 1996 Kunstverein Aurich Kunst in Ostfriesland
- 1998 Kunstverein Aurich Retrospektive